# 南伊羅戈省
南伊罗戈省（Ilocos Sur；）是菲律賓的一個省份，位於呂宋島以南的伊罗戈斯大區。首府是菲國的文化古城美岸市，位處於Mestizo River河口。南伊罗戈省在北方與北伊罗戈省及阿布拉省相鄰，東界高山省，南部是拉乌尼翁省及科迪勒拉行政區的本格特省的鄰居，西瀕南中國海。

## 地理
南伊罗戈省位於呂宋島北部的西海岸。南伊罗戈省的北方是北伊罗戈省，東北方是阿布拉省，東方是高山省，南方是拉乌尼翁省，東南方是科迪勒拉行政區的本格特省，西瀕南中國海。面積有 2,579.58 平方公里，佔第一區的土地總面積的20.11%。
其地勢以波浪狀起伏，海拔高度從10公尺至1700公尺高不等。

## 行政區劃
南伊罗戈省共分為32個城鎮（municipalities）及兩個城市（Cities of the Philippines）。

### 城市
- 美岸市（Vigan）
- 坎登市（Candon）

### 城鎮
| - Alilem - 巴納約約（Banayoyo） - 班泰（Bantay） - 布爾戈斯（Burgos） - 卡布高（Cabugao） - Caoayan - Cervantes - Galimuyod - 葛雷戈里奧·德爾·皮拉爾市（Gregorio del Pilar） (Concepcion) - Lidlidda - Magsingal - Nagbukel - 納瓦康（Narvacan） - 季里諾（Quirino） - 薩爾塞多（Salcedo） (Baugen) - San Emilio | - San Esteban - San Ildefonso - 仙範（San Juan） (Lapog) - San Vicente - 仙沓（Santa） - 聖卡塔利娜（Santa Catalina） - 聖克魯斯（Santa Cruz） - 聖盧西亞（Santa Lucia） - 聖瑪麗亞（Santa Maria） - 聖地亞哥（Santiago） - 聖多明哥（Santo Domingo） - Sigay - Sinait - Sugpon - Suyo - Tagudin |

## 外部連結
- Help Build the Official Website of Ilocos Sur[永久]
- karitoon.com - Northern Luzon Online Community
- your portal to "HOMETOWN NEWS" of Ilocos Sur
- Candon City Official Website （页面存档备份，存于）